# Louis Maximin Raybaud
Pour les articles homonymes, voir Raybaud.
Louis Maximin Raybaud est un homme politique français né le 5 novembre 1760 à Saint-Paul-de-Vence (Alpes-Maritimes) et décédé le 27 août 1842 à La Colle-sur-Loup (Alpes-Maritimes).

## Biographie
Professeur au collège de La Flèche, il revient en Provence en 1794 et devient accusateur public à Draguignan. Il est élu député du Var au Conseil des Cinq-Cents le 15 germinal an V, mais son élection est annulée lors du coup d’État du 18 fructidor an V. Il reste sous surveillance de la Police jusqu'au Consulat. Rallié au coup d'État du 18 Brumaire, il est député du Var de 1800 à 1806. Il est ensuite directeur du prytanée militaire et prend sa retraite en 1816.